# Sanatorium Dziecięce im. Janusza Korczaka
Samodzielne Publiczne Sanatorium Rehabilitacyjne dla Dzieci im. Janusza Korczaka w Krasnobrodzie – jedyna tego typu placówka dla dzieci na terenie województwa lubelskiego. Leczone są w nim choroby ortopedyczno-urazowe, choroby układu nerwowego z uwzględnieniem mózgowego porażenia dziecięcego oraz schorzeń neurologicznych o zbliżonym obrazie klinicznym, choroby reumatologiczne, schorzenia dolnych i górnych dróg oddechowych, choroby układu ruchu i układu nerwowo-mięśniowego oraz otyłość.

## Historia
Początki sanatorium datują się na 1950 r., kiedy to w wyniku reformy rolnej zespół dworski Kazimierza Fudakowskiego na Podzamku został przekazany Wojewódzkiemu Wydziałowi Zdrowia w Lublinie. Po przeprowadzeniu remontu utworzono w istniejących budynkach Sanatorium Przeciwgruźlicze dla Dzieci. 2 lata później placówka została przekształcona na Dom Zdrowia dla Dzieci. Sanatorium Rehabilitacyjne dla dzieci z chorobami reumatycznymi w swojej obecnej postaci działa od 1957 r.

## Baza lokalowa
- XVI-wieczny budynek główny (dawna oficyna dworska), w którym znajduje się m.in. kuchnia, stołówka, sale ćwiczeń i świetlica.
- XVI-wieczny budynek pałacu, w którym zlokalizowany jest Zespół Szkół przy Sanatorium.
- Budynek pawilonu wybudowany w latach 1967 – 1971, modernizowany w latach 2000-2004, z pokojami sypialnymi, świetlicami oraz gabinetami zabiegowymi dla dzieci.
- Budynek przychodni uzdrowiskowej.

## Linki zewnętrzne

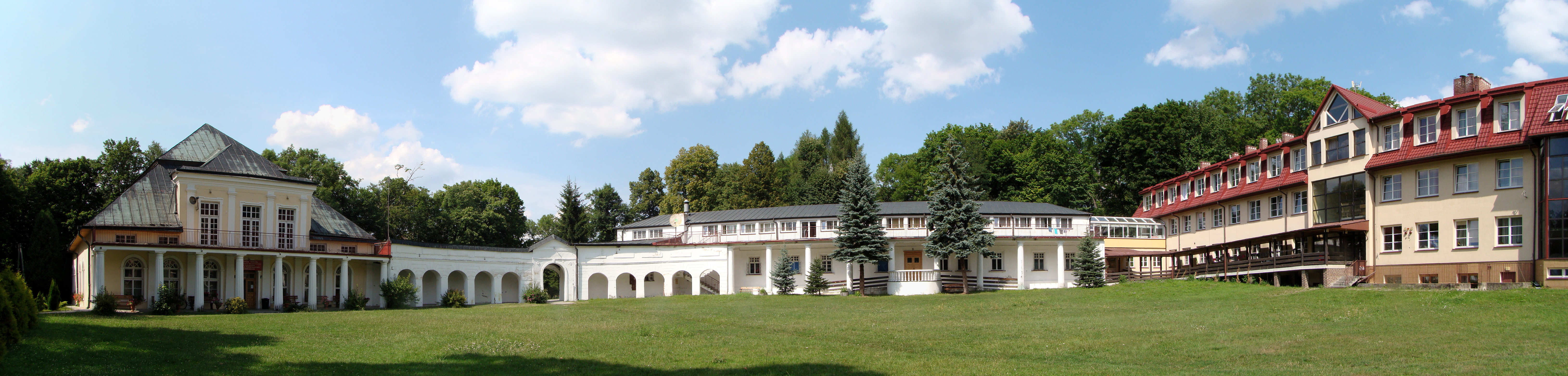
Sanatorium i dawny zespół pałacowy w Krasnobrodzie